# Maclou
Pour les articles homonymes, voir Saint-Maclou et Saint-Malo.
Saint Maclou ou saint Malo (Sant Maloù en breton), dit aussi Malo d'Aleth, encore appelé en latin Maclovius ou Machutus, est l'un des sept saints fondateurs légendaires de Bretagne continentale. Il serait né au VIe siècle dans l'actuel comté de Glamorgan, au pays de Galles, et serait mort à Archingeay (Saintonge) un 15 novembre entre 612 et 627  peut-être le 16 novembre 627
Il  aurait été le premier évêque d'Aleth (actuellement Saint-Servan, ancienne commune aujourd'hui annexée à Saint-Malo en Bretagne).
Il est fêté le 15 novembre (Calendrier breton des saints). La ville de Saint-Malo est une étape du pèlerinage médiéval des sept saints de Bretagne appelé Tro Breiz (Tour de Bretagne).

## Sources
Le « dossier hagiographique » de saint Malo est constitué de cinq Vies médiévales, d'un récit de translation de reliques, et d'autre part d'un récit de miracle localisé dans l'île de Man.
La plus ancienne Vie (BHL 5116) est due à Bili, diacre de l'Église d'Aleth, qui dédie son texte à Ratwili, évêque d'Aleth attesté entre 866 et 872. Il y a ensuite deux Vies anonymes postérieures à celle de Bili, étroitement apparentées l'une avec l'autre et ne dépendant pas exclusivement de celle de Bili : une plus brève (BHL 5117) et une plus longue (BHL 5118). Ensuite il y a une Vie due à Sigebert de Gembloux (BHL 5119). La cinquième Vie (BHL 5120), selon Ferdinand Lot suivi par d'autres historiens, serait l'œuvre de l'évêque Jean de la Grille, ou selon d'autres de son prédécesseur sur le siège d'Aleth Donoald. Ces deux dernières Vies, tardives, manifestent un désir de « rationalisation » (prise de distance par rapport au merveilleux légendaire lié à la Navigation de saint Brendan, et à la profusion de miracles « triviaux »). Le récit de translation de reliques, sous le règne d'Alain Ier de Bretagne, est transmis par le même manuscrit unique que la Vie BHL 5117, manuscrit qui date de la première moitié du XIe siècle. Le récit du miracle mannois (première moitié du XIIIe siècle) traduit la substitution de « saint Machut » à un autre nommé « Maughold ».
La Vita Maclovii de Sigebert de Gembloux, conservée dans deux manuscrits de Bruxelles et un de Namur, a été imprimée dans les Vitæ sanctorum de Laurentius Surius. La BHL 5118 a été publiée par Jean du Bois dans sa Floriacensis vetus bibliotheca (1605, p. 485-515, à partir d'un manuscrit de l'abbaye de Saint-Benoît-sur-Loire disparu depuis. La BHL 5120 a été éditée par Jean Mabillon dans les Acta sanctorum ordinis sancti Benedicti . La Vie du diacre Bili est conservée dans deux manuscrits anglais, de la Bibliothèque Bodléienne et de la British Library ; elle a été publiée pour la première fois par Dom François Plaine en 1883. Dans la même publication ont été édités, par Arthur de La Borderie  et le récit de translation de reliques, deux textes figurant dans le manuscrit BnF lat. 12404.
Le personnage de saint Malo est totalement inaccessible à l'historien. Les textes les plus anciens fournissent deux noms latins qui paraissent irréductibles l'un à l'autre (« Machutus » ou « Machutes », et « Maclovius »), si bien que beaucoup comme Peter Bartrum soupçonnent au moins la fusion de deux personnages. D'autre part, l'ensemble des éléments fournis par les textes présente une chronologie incohérente, avec des synchronismes impossibles. Il n'y a aucun document historique indépendant qui confirme l'existence du personnage.

## Anthroponymie
Les plus anciennes mentions du nom du saint apparaissent en latin sous les formes Macutus et Maclovius. Maclovius est d’origine celtique. Il représente la combinaison de deux éléments attestés en vieux breton sous les formes mach « otage, gage » et lou « lumière, brillant, beau ». C'est l'équivalent exact du nom d'origine germanique Gislaberht, Giselberht, combinaison des éléments gisal- « otage » et -berht « brillant ».
Il est possible qu'il se soit produit une assimilation abusive entre le nom de Malo (Machu) et celui d'un des compagnons de saint Brendan (Mochua).

## La vie de saint Maclou

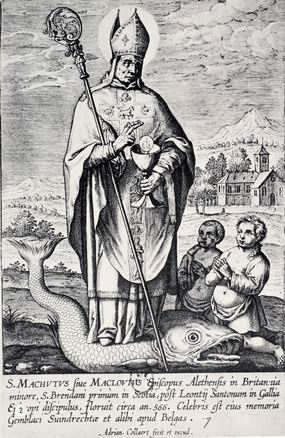
Saint Maclou, ou Malo, ou Maclovius
Gravure d'Adriaen Collaert (v. 1560).

Maclou (mort v. 620 ?), serait originaire du Gwent, au Pays de Galles. Disciple de saint Brendan à Llancarfan, il aurait accompagné son maître dans ses voyages en quête du Paradis terrestre. Ses Vies latines du IXe siècle recèlent ainsi les plus anciennes versions de ce récit de navigation merveilleuse, qui relève d’un genre littéraire (immram) à succès dans la littérature des pays celtiques.
Appelé par Dieu à traverser la Manche pour s’exiler, il aborda sur l’île de Cézembre après sept années de navigation. Après une expérience de syncellisme (vie érémitique) partagée avec saint Aaron à l’emplacement de Saint-Malo, en face de la cité d'Aleth (aujourd'hui Saint-Servan), présentée comme « désertée » par ses habitants, selon l’une de ses vies, Malo fut promu à la tête de l’évêché de la ville. Il organisa l’encadrement des populations autochtones par ses disciples et intervint miraculeusement dans le secteur de Corseul, ancien chef-lieu de la cité antique des Coriosolites. Cependant, des conflits fonciers le contraignirent à se réfugier auprès de l’évêque Léonce de Saintes. Rappelé à Aleth pour lever l’excommunication qu’il avait fulminée contre ses ouailles, il se retira ensuite à nouveau en Saintonge où il meurt. Ses reliques ont été rapatriées ultérieurement en Bretagne au prix de deux opérations successives commanditées par le clergé d’Aleth.
La diffusion du culte de ce saint au cours du Moyen Âge est la conséquence de la dispersion de ses reliques au Xe siècle, à la suite des invasions normandes (Paris, Montreuil, Bruges, Gembloux, Rouen, Pontoise, Conflans-Sainte-Honorine où l'église principale de la fin du XIe siècle lui est dédiée [Note : d'après, une charte retrouvée à la BNF, l'église de cette dernière cité dont le suzerain était l'évêque de Paris, serait de la fin du Xe siècle, ce qui correspondrait à l'arrivée des reliques de ce saint breton] etc.). Lors de la querelle métropolitaine qui opposa, du Xe au XIIe siècle, Tours et Dol-de-Bretagne, Malo a été porté au nombre des « sept saints » fondateurs de la Bretagne. Il faut attendre 1144-1146 pour que l’évêque Jean de Châtillon (dit Jean de la Grille) transfère son siège cathédral d'Aleth à l’île de Saint-Malo.

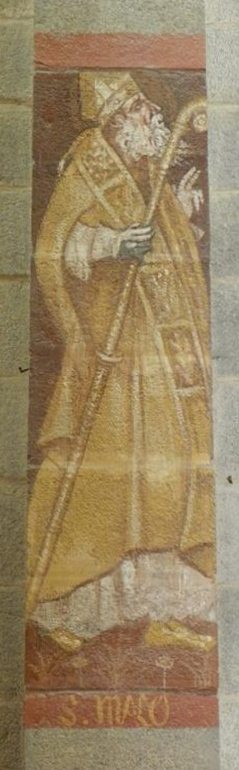
Émile Bernard : Saint Malo (1933, fresque dans l'église de Saint-Malo-de-Phily).
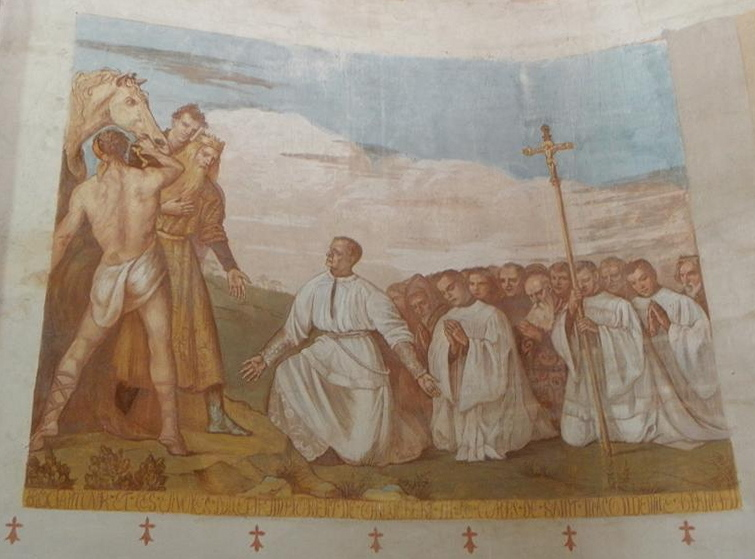
Émile Bernard : Rociantour et les envoyés d'Aleth implorent de Childebert III le corps de saint Malo (1933, fresque dans l'église de Saint-Malo-de-Phily).
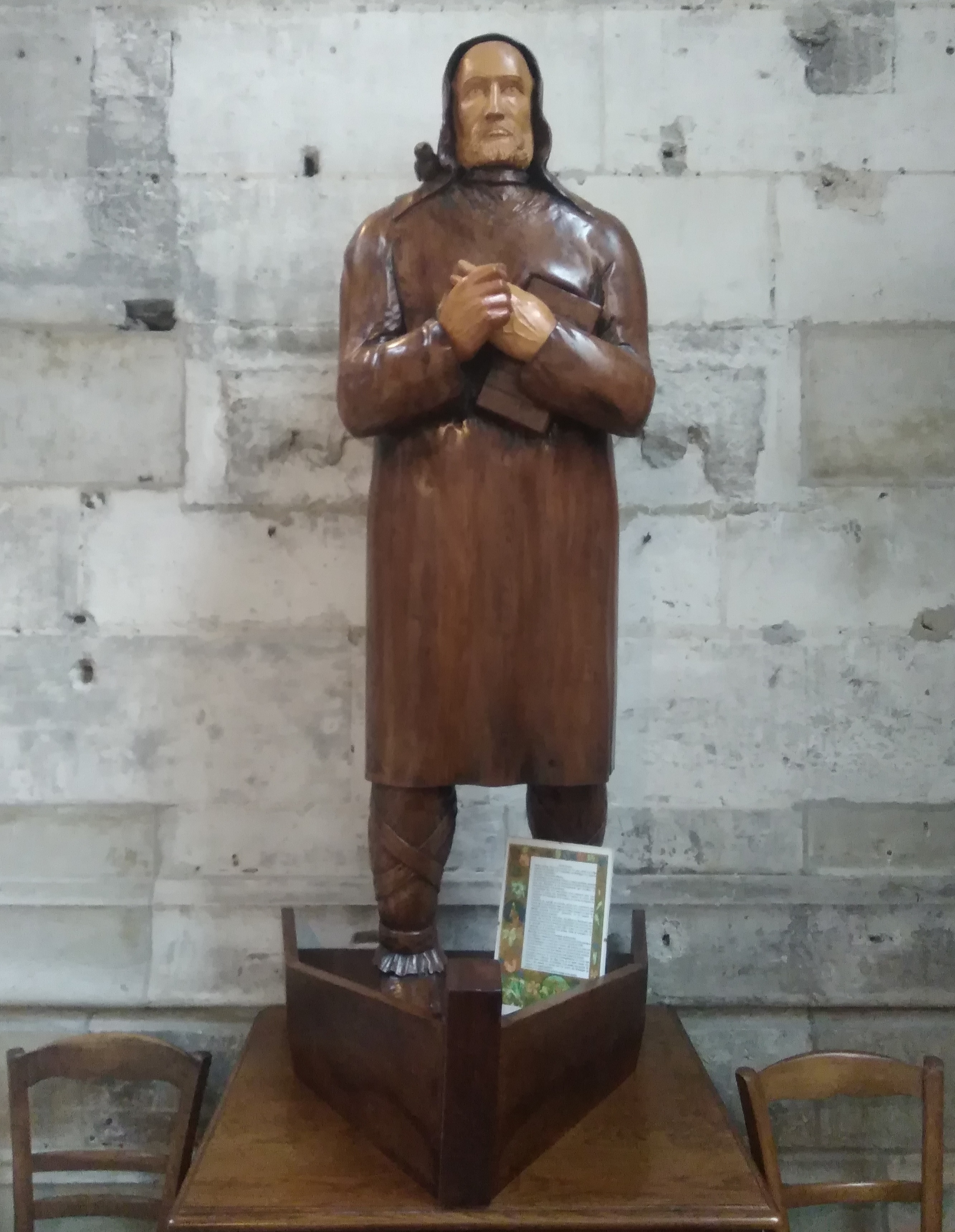
Saint Maclou naviguant, statue en bois en l'église Saint-Maclou.
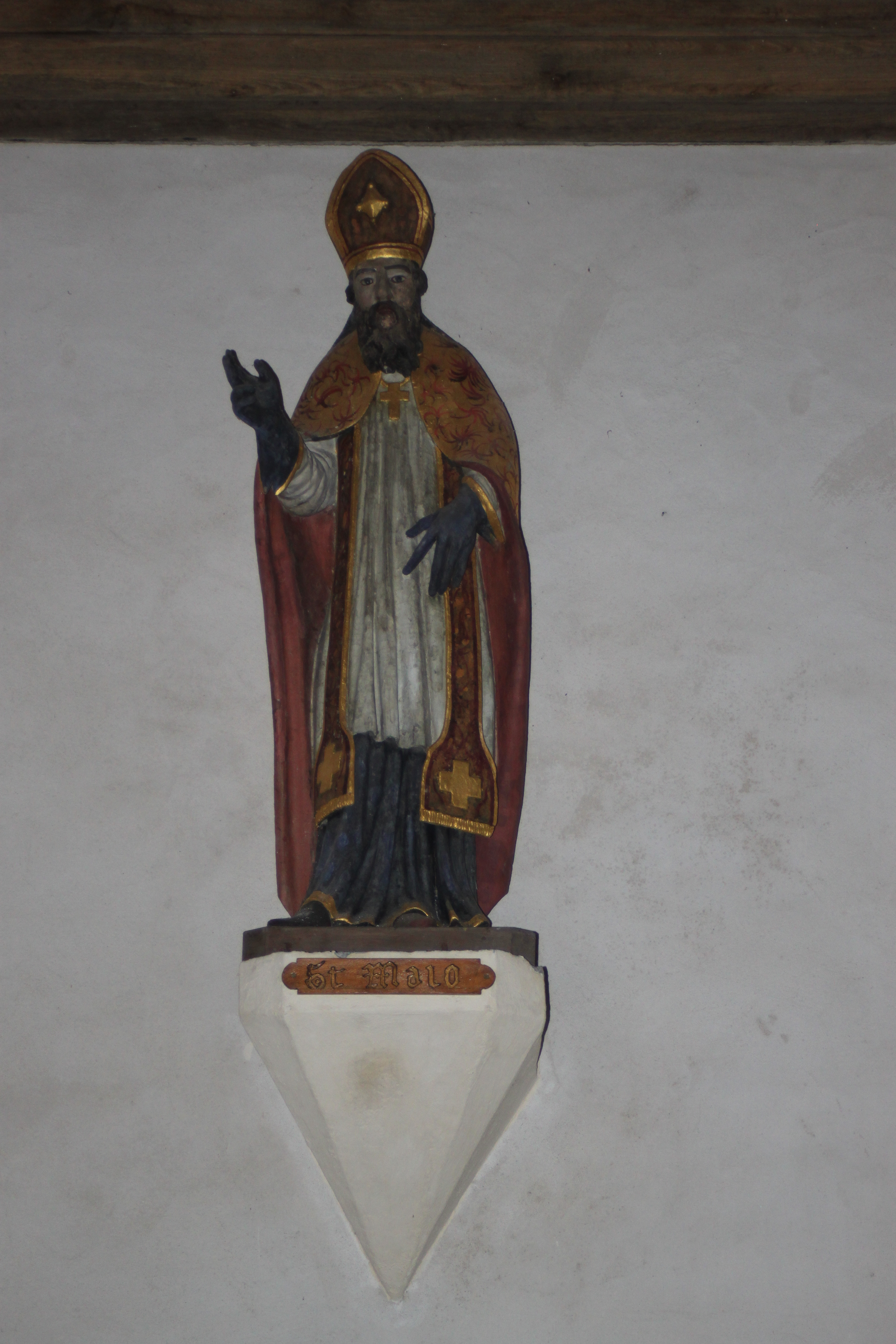
Statue de saint Malo, chapelle des Sept-Saints à Erdeven. (Morbihan).

### Reliques
Sous la menace des incursions de pirates normands en Bretagne, il fallut mettre à l'abri la châsse des reliques de saint Malo qui fut transportée vers 963-965 à Paris, par les soins de Salvator, évêque breton d'Alet (Saint-Malo), et de Junanus, abbé de Léhon, d'abord dans l'église Saint-Barthélemy de Paris, puis à l'abbaye Saint-Victor de Paris. Une partie fut ensuite transportée et vénérée à l'abbaye Saint-Saulve de Montreuil.